# Ивица Рајић
Ивица Рајић (Јеховац, 5. мај 1958) бивши је командант Друге оперативне групе ХВО-а из Кисељака.
Рајић је пред Хашким трибуналом оптужен за ратне злочине 1995. године, након чега се уз помоћ појединих институција Републике Хрватске скривао од правде све до 6. априла 2003. у Сплиту (осам година од подизања оптужнице), где је живео под лажним именом. Хрватске власти су га пребациле у притвор Хашког трибунала у уторак, 24. јуна 2003. Оптужен је за масакр бошњачких цивила у селу Ступни До. Ивица Рајић је признао кривицу октобра 2005. године. У признању Рајић је изјавио да је Република Хрватска извршила агресију на Босну и Херцеговину. Осуђен је 8. маја 2006. на 12 година затвора.